# Granada 74 Club de Fútbol
Maillots
Ne doit pas être confondu avec Granada Club de Fútbol.
Le Granada 74 CF est un ancien club espagnol de football basé à Motril, près de Grenade, actif de 2007 à 2009.
Ce club a été fondé le 6 juin 2007 et a pris la place du Club de Fútbol Ciudad de Murcia en Segunda Division pour la saison 2007/2008. Un investisseur originaire de Grenade, Carlos Marsá Valdovinos, avait en effet préalablement racheté le club de Ciudad de Murcia puis l'a délocalisé en Andalousie, dans les alentours de Grenade. Le club nouvellement créé est relégué en Segunda Division B avant même l'issue de sa première saison en Segunda Division. On peut donc considérer que ce nouveau club est d'ores et déjà un fiasco. 
Après une seconde relégation d'affilée, le club met fin à ses activités à l'issue de la saison 2008-2009. Il faut dire que le club historique de Grenade, le Grenade CF l'avait largement supplanté au niveau sportif, tout comme le nouveau club issu du Ciudad de Murcia.

## Logos de l'histoire du club

Logo de 2007